# Huangtian Shuiku
Huangtian Shuiku (kinesiska: 黄田水库) är en reservoar i Kina. Den ligger i provinsen Guangdong, i den södra delen av landet, omkring 320 kilometer nordost om provinshuvudstaden Guangzhou. Huangtian Shuiku ligger 262 meter över havet. Arean är 1,4 kvadratkilometer. I omgivningarna runt Huangtian Shuiku växer i huvudsak städsegrön lövskog. Den sträcker sig 2,2 kilometer i nord-sydlig riktning, och 2,4 kilometer i öst-västlig riktning.
Genomsnittlig årsnederbörd är 1 982 millimeter. Den regnigaste månaden är maj, med i genomsnitt 404 mm nederbörd, och den torraste är oktober, med 20 mm nederbörd.